# Marcelo José Oliveira
Marcelo José Oliveira (Santa Rita do Sapucaí, 5 de setembro de 1981) é um futebolista brasileiro que atuava como zagueiro.

## Títulos
APOEL
- Campeonato Cipriota: 2012–13, 2013–14[1]
- Copa Cipriota: 2013–14[1]
- Supercopa Cipriota : 2011, 2013[1]

Moreirense
- Taça da Liga: 2016–17[1]